# Anders Hillborg
Anders Hillborg (Stockholm, 31 mei 1954) is een Zweeds componist.

## Levensloop
Hij studeerde van 1976 tot 1982 de vakken contrapunt, compositie en elektronische muziek aan de Koninklijke Muziekhogeschool te Stockholm bij Gunnar Bucht, Lars-Erik Rosell, Arne Mellnäs en Pär Lindgren. Van Brian Ferneyhough, destijds gastdocent aan de Koninklijke Muziekhogeschool, kreeg hij belangrijke impulsen voor zijn compositiewerk. 
In 1990 was hij gasthoogleraar aan de Muziekhogeschool van Malmö.
Hij schreef werken voor symfonieorkest, harmonieorkest, koor, kamermuziek, film- en popmuziek. In 1991 kreeg hij de Christ Johnsonprijs. Zijn Celestial Mechanics (Himmelsmekanik) voor zeventien strijkers en zijn vioolconcert werden in 1992 resp. 1995 onderscheiden op het UNESCO International Rostrum of Composers. Zijn orkestwerk Dreaming Rivers kreeg daar in 2002 een eerste prijs.

## Composities

### Werken voor orkest
- 1979 Worlds voor 3 xylofoons/claves, 3 marimba's, elektrische gitaar, 2 harpen, 2 piano's en strijkers
- 1982 Lamento voor klarinet en diverse strijkersgroepen
- 1983-1985 Himmelsmekanik - (Celestial mechanics) voor strijkorkest en slagwerk
- 1985-1989 Clang and fury voor orkest
- 1990-1992 Konsert för violin voor viool en orkest
- 1993 Strange dances and singing water voor trombone en orkest
- 1993 Innan kärleken kom voor spreker en orkest
- 1995 Lava - introduktie  voor orkest
- 1995 Liquid marble voor orkest
- 1995 Du som älskar voor spreker en orkest
- 1997 Meltdown variations voor kamerorkest
- 1999 Dreaming River voor orkest (incl. 2 suona's - Chinese hobo's)
- 1999 King tide voor orkest
- 1999/2003 Klarinettkonsert - Clarinet concerto "Peacock tales" voor klarinet, strijkorkest en piano
- 2000 Rap notes 2000 voor orkest en geluidsband
- 2001 Pianokonsert voor piano en orkest
- 2002 Exquisite Corpse voor orkest
- 2002 Mirages voor orkest
- 2005 Concert voor 2 trombones en orkest
- 2005-2006 Eleven Gates voor orkest
- 2007 Percussion Concerto voor slagwerksolo en orkest
- 2008-2009 Four Transitory Worlds voor orkest
- 2009 Flood Dreams voor orkest en twee Chinese hobo's
- 2009 Méditations sur Pétrarque voor hobo en orkest
- 2014 Beast Sampler voor orkest
- 2017 Bach Materia voor viool en kamerorkest

### Werken voor harmonieorkest
- 1993 Paulinesisk procession voor Pattakorgel en symfonisch blaasorkest
- 1995 En gul böjd banan voor spreker en harmonieorkest

### Vocale muziek met orkest of instrumenten
- 1997-1998 160 sekunder - kunglig fanfar voor sopranen, alt (vocalise), klarinet, saxofoon, trompet, trombones, percussie en strijkers
- 2003 Lontana in sonno voor mezzosopraan en orkest

### Werken voor kamermuziek
- 1990 Hudbasun - (Hautposaune) voor trombone en drummachine/geluidsband
- 1991 Fanfar voor koperkwintet
- 1991 Tampere raw voor klarinet en piano
- 1991/1996 U-Tangia-Na voor altsaxofoon en geluidsband
- 1997 Påfågelsögonblick - (The peacock moment) voor klarinet en piano
- 1998 Åldrande elastiska sjöfåglar - 40 år av oslughet voor twee groepen van instrumenten klarinet, hoorn en fluit, hobo, klarinet, fagot, slagwerk